# 안드레아 콤파뇨
안드레아 콤파뇨(이탈리아어: Andrea Compagno, 1996년 4월 22일 ~ )는 이탈리아의 축구 선수로, 현재 K리그1의 전북 현대 모터스에서 공격수로 활동하고 있다.

## 구단 경력

### 전북 현대 모터스
2025년 2월 6일, 콤파뇨는 K리그1 클럽 전북 현대 모터스에 합류했다.

## 기타
K리그 최초 이탈리아 단일 국적 출신의 선수이다.